# Mont-lès-Neufchâteau
Pour les articles homonymes, voir Mont.
Mont-lès-Neufchâteau est une commune française située dans le département des Vosges en région Grand Est.

## Géographie

### Localisation
La commune est à 4,43 km de Neufchâteau et Fréville, 6,5 de Frebécourt et 7,0 de Midrevaux.

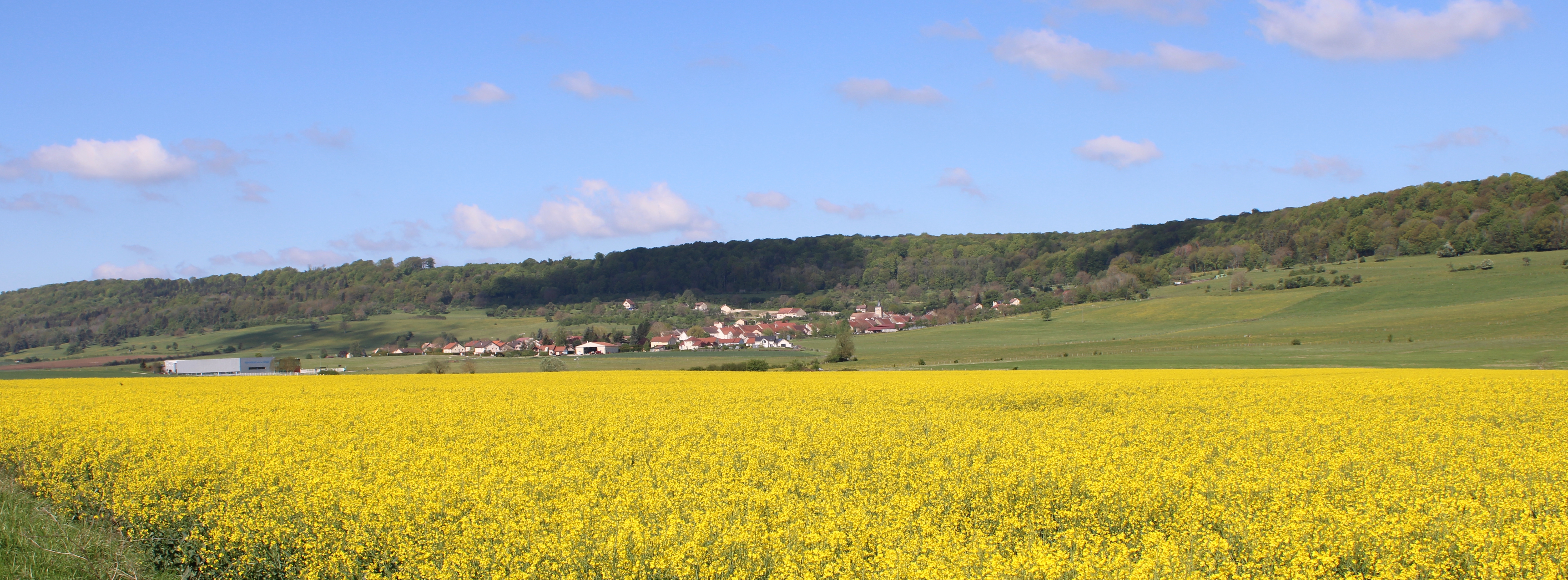
Panorama du village.

### Géologie et relief
La commune se compose de 26,66 hectares de territoires artificialisés (2,32 %), 562,47 hectares de territoires agricoles (48,95 %) et 560,32 hectares de forêts et milieux semi-naturels (48,77 %).
Espaces naturels :
- Un espace protégé hors Natura 2000 :

Fort de bourlemont.
- Deux espace protégé Natura 2000 :

Milieux forestiers et prairies humides des vallées du Mouzon et de l'Anger,
Vallée de la Saônelle.
- Deux zones naturelles d'intérêt écologique, faunistique et floristique (Znieff) :

Gîtes à chiroptères de Mont-lès-Neufchâteau et Sionne,
Pays de Neufchâteau.

### Communes limitrophes
Les communes limitrophes sont Frebécourt, Fréville, Liffol-le-Grand, Midrevaux, Pargny-sous-Mureau, Sionne et Neufchâteau.

### Hydrographie et les eaux souterraines
Hydrogéologie et climatologie : Système d’information pour la gestion des eaux souterraines du bassin Rhin-Meuse :
Territoire communal : Occupation du sol (Corinne Land Cover); Cours d'eau (BD Carthage),
Géologie : Carte géologique; Coupes géologiques et techniques,
 Hydrogéologie : Masses d'eau souterraine; BD Lisa; Cartes piézométriques.

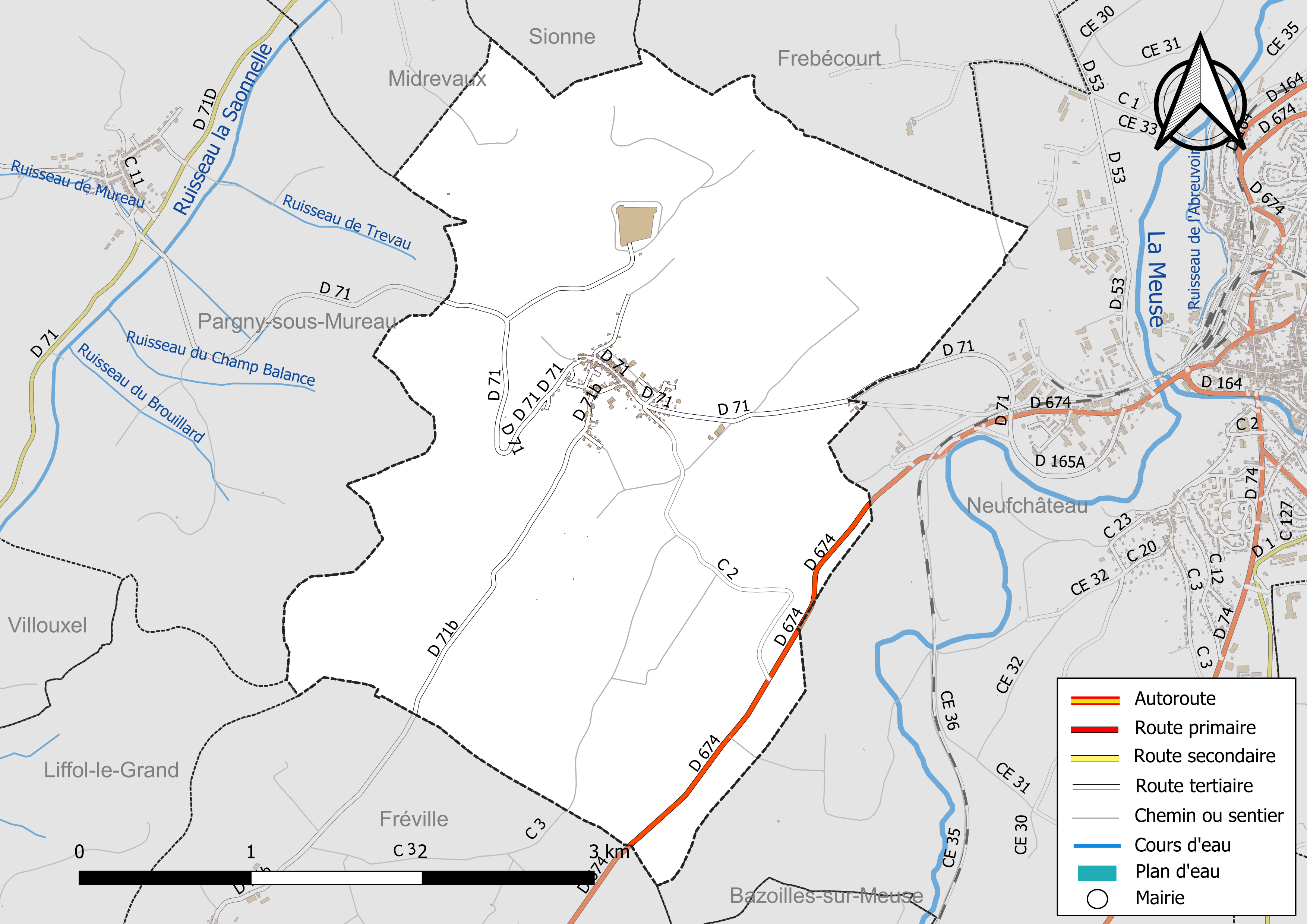
Réseaux hydrographique et routier de Mont-lès-Neufchâteau.

La commune est située dans le bassin versant de la Meuse au sein du bassin Rhin-Meuse. Elle n'est drainée par aucun cours d'eau,.

### Climat
Pour des articles plus généraux, voir Climat du Grand Est et Climat des Vosges.
En 2010, le climat de la commune est de type climat de montagne, selon une étude du Centre national de la recherche scientifique s'appuyant sur une série de données couvrant la période 1971-2000. En 2020, Météo-France publie une typologie des climats de la France métropolitaine dans laquelle la commune est exposée à un climat océanique altéré et est dans la région climatique  Lorraine, plateau de Langres, Morvan, caractérisée par un hiver rude (1,5 °C), des vents modérés et des brouillards fréquents en automne et hiver.
Pour la période 1971-2000, la température annuelle moyenne est de 9,6 °C, avec une amplitude thermique annuelle de 16,6 °C. Le cumul annuel moyen de précipitations est de 984 mm, avec 13,6 jours de précipitations en janvier et 9,4 jours en juillet. Pour la période 1991-2020, la température moyenne annuelle observée sur la station météorologique de Météo-France la plus proche, « Rollainville », sur la commune de Rollainville à 7 km à vol d'oiseau, est de 10,3 °C et le cumul annuel moyen de précipitations est de 860,3 mm. 
La température maximale relevée sur cette station est de 39,6 °C, atteinte le 25 juillet 2019 ; la température minimale est de −18,2 °C, atteinte le 20 décembre 2009,,.
Les paramètres climatiques de la commune ont été estimés pour le milieu du siècle (2041-2070) selon différents scénarios d'émission de gaz à effet de serre à partir des nouvelles projections climatiques de référence DRIAS-2020. Ils sont consultables sur un site dédié publié par Météo-France en novembre 2022.

## Urbanisme

### Typologie
Au 1er janvier 2024, Mont-lès-Neufchâteau est catégorisée commune rurale à habitat dispersé, selon la nouvelle grille communale de densité à sept niveaux définie par l'Insee en 2022.
Elle est située hors unité urbaine. Par ailleurs la commune fait partie de l'aire d'attraction de Neufchâteau, dont elle est une commune de la couronne,. Cette aire, qui regroupe 72 communes, est catégorisée dans les aires de moins de 50 000 habitants,.

### Occupation des sols

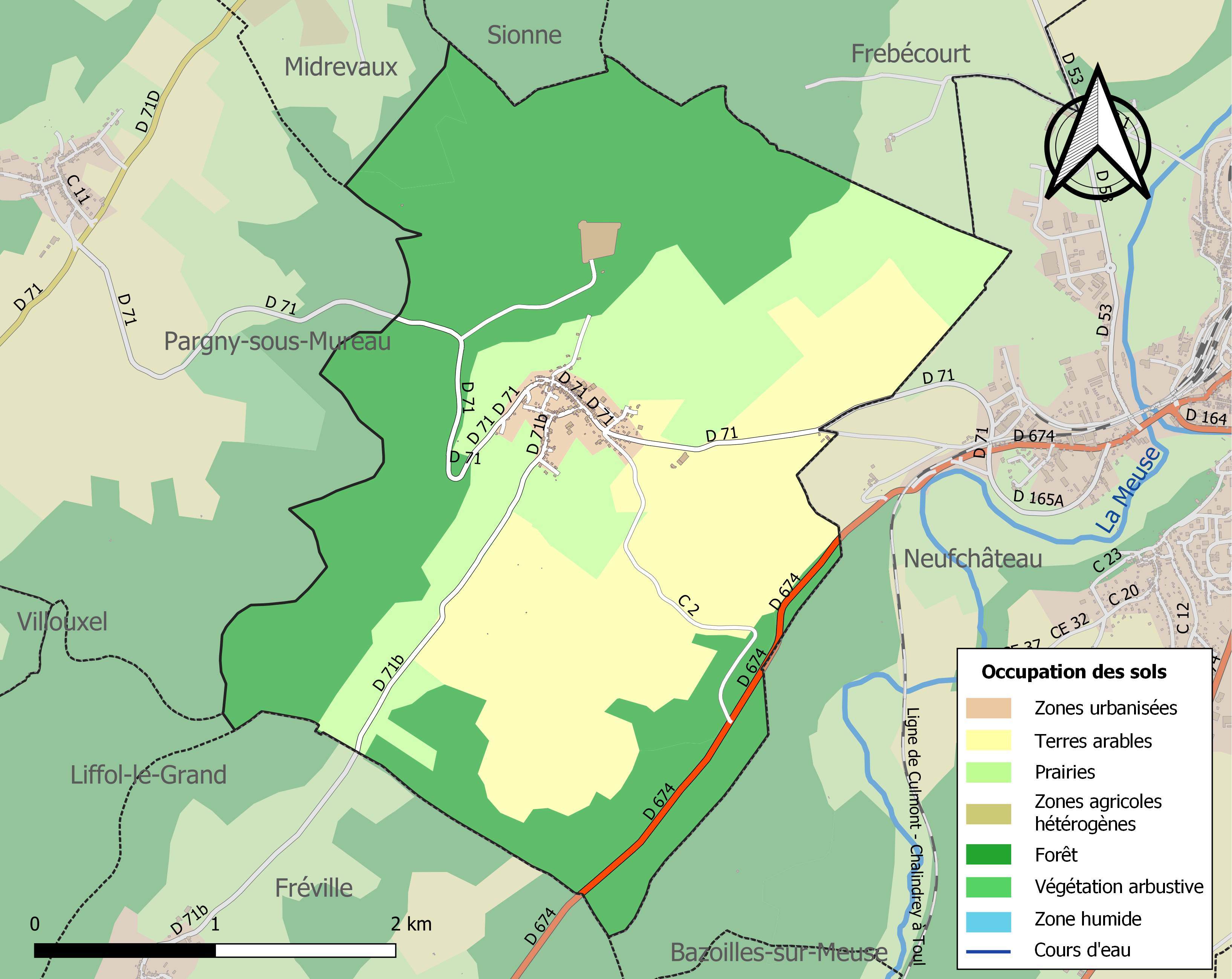
Carte des infrastructures et de l'occupation des sols de la commune en 2018 (CLC).

L'occupation des sols de la commune, telle qu'elle ressort de la base de données européenne d’occupation biophysique des sols Corine Land Cover (CLC), est marquée par l'importance des territoires agricoles (49 % en 2018), en diminution par rapport à 1990 (50,3 %). La répartition détaillée en 2018 est la suivante : 
forêts (48,7 %), terres arables (27,8 %), prairies (21,2 %), zones urbanisées (2,3 %). L'évolution de l’occupation des sols de la commune et de ses infrastructures peut être observée sur les différentes représentations cartographiques du territoire : la carte de Cassini (XVIIIe siècle), la carte d'état-major (1820-1866) et les cartes ou photos aériennes de l'IGN pour la période actuelle (1950 à aujourd'hui).

### Habitat et logement
En 2015 et 2020, le nombre total de logements dans la commune était de 142, alors qu'il était de 129 en 2010.
Parmi ces logements, 87,1 % étaient des résidences principales, 3,6 % des résidences secondaires et 9,3 % des logements vacants. Ces logements étaient pour 83,5 % d'entre eux des maisons individuelles et pour 16,5 % des appartements.
Le tableau ci-dessous présente la typologie des logements à Mont-lès-Neufchâteau en 2020 en comparaison avec celle des Vosges et de la France entière. Une caractéristique marquante du parc de logements est ainsi une proportion de résidences secondaires et logements occasionnels (3,6 %) inférieure à celle du département (9,9 %) et à celle de la France entière (9,7 %). Concernant le statut d'occupation de ces logements, 73,7 % des habitants de la commune sont propriétaires de leur logement (75,4 % en 2015), contre 64,3 % pour les Vosges et 57,5 pour la France entière.
| Typologie                                               | Mont-lès-Neufchâteau | Vosges | France entière |
| ------------------------------------------------------- | -------------------- | ------ | -------------- |
| Résidences principales (en %)                           | 87,1                 | 78,9   | 82,1           |
| Résidences secondaires et logements occasionnels (en %) | 3,6                  | 9,9    | 9,7            |
| Logements vacants (en %)                                | 9,3                  | 11,3   | 8,2            |

### Voies de communications et transports

#### Voies routières
- A31 (aussi appelée autoroute de Lorraine-Bourgogne). Échangeurs Châtenois, Bulgnéville, Robécourt.

#### Transports en commun

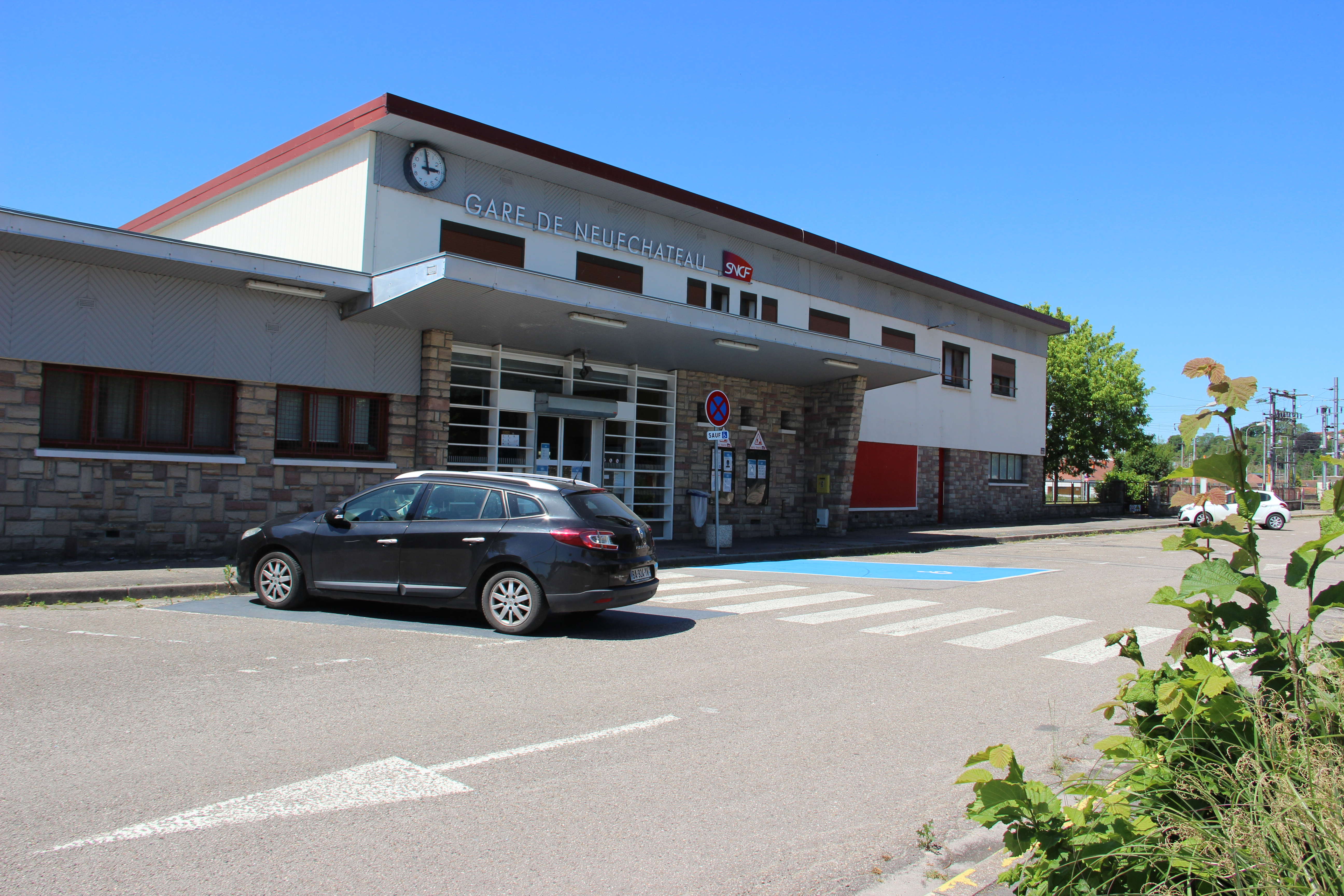
Gare de Neufchâteau.

- Fluo Grand Est.

#### Lignes SNCF
- Gare de Neufchâteau
- Gare de Contrexéville
- Gare de Vittel

#### Transports aériens
- L'Aéroport d'Épinal-Mirecourt « Vosges Aéroport ».

À partir de l'été 2021, l’aéroport d’Épinal-Mirecourt est devenu le "pélicandrome" de la Zone Est et servira ainsi de base de ravitaillement et d’intervention pour les avions bombardiers d’eau connus sous le nom de Dash 8.
- Aérodrome de Langres - Rolampont.
- Aéroport de Nancy-Essey.

## Toponymie
Le nom de la localité est attesté sous les formes Petrus de Monz (1184) ; Mont (1333) ; Mon (1344) ; Curei de Montz (1395) ; De Montibus ante Novum Castrum (1402) ; Mons devant le Neufchastel (1433-1435) ; Monts (1538) ; Mon lez Neufchastel (1575).

De l'oïl mont.

La préposition « lès » permet de signifier la proximité d'un lieu géographique par rapport à un autre lieu. En règle générale, il s'agit d'une localité qui tient à se situer par rapport à une ville voisine plus grande. La commune de Mont indique qu'elle se situe près de Neufchâteau.

## Histoire

### Moyen Âge
Le village de Mont-lès-Neufchâteau faisait partie de l’ancienne province de Champagne. La seigneurie de Mont appartenait à l’abbé de Bourlémont. Il en dépendait un fief nommé Montarbi.

### Temps modernes

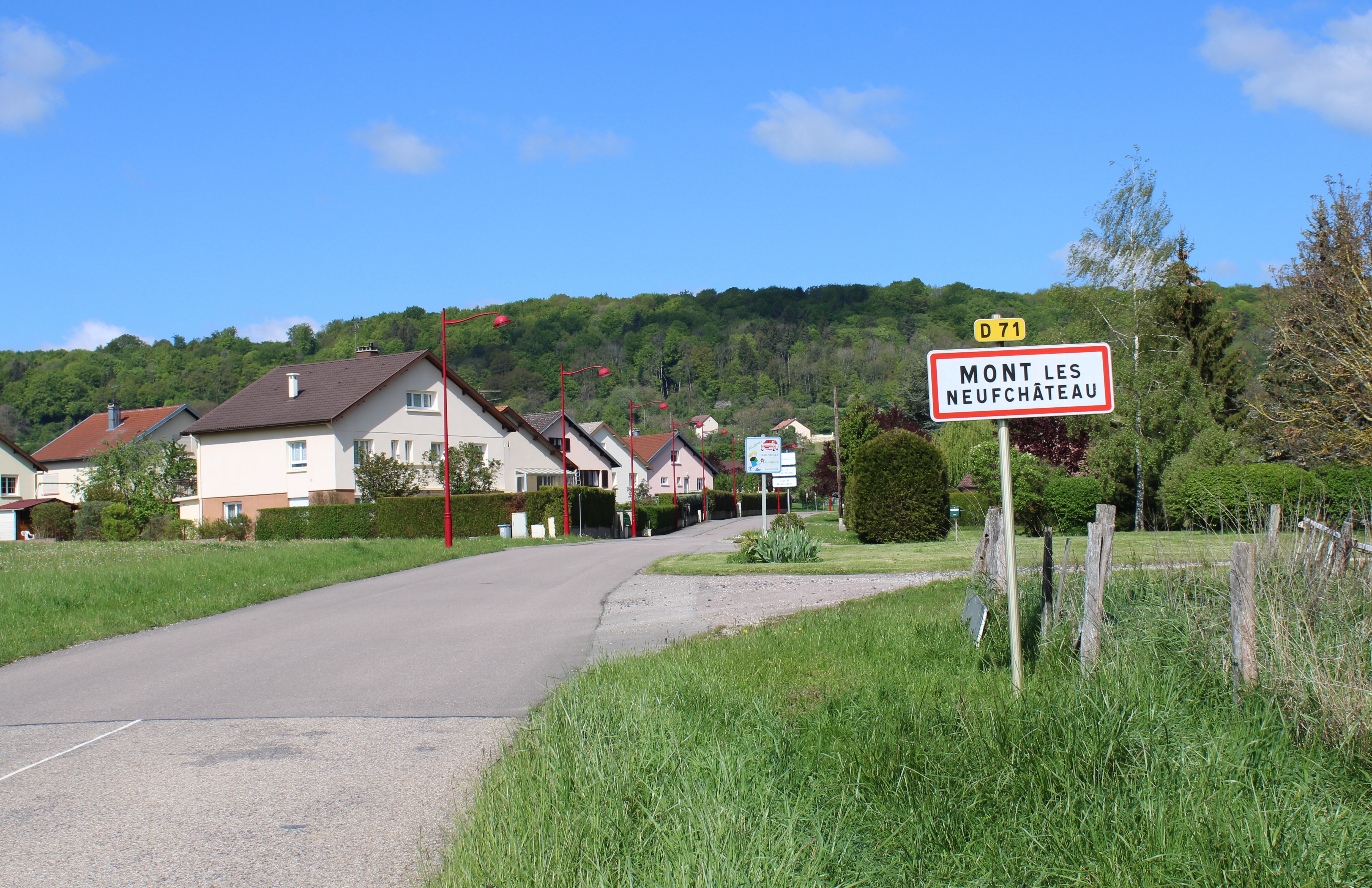
Entrée du village.

La localité dépendait en 1711 du bailliage de Chaumont.
Au spirituel, Mont-lès-Neufchâteau dépendait de la paroisse et du doyenné de Neufchâteau.

### Révolution française et Empire
Durant la Révolution française, la commune relève de 1790 à l’An IX, du district de Neufchâteau et du canton de Liffol-le-Grand.

### Époque contemporaine
En 1912, le Service de l'Amélioration agricole du Ministère de l'Agriculture, sous la direction de Léonce Faure, y tente une première expérience en France de remembrement mais cela déclenche localement "une levée de boucliers de la part des petits propriétaires".
Après la Seconde Guerre mondiale, cinq paroisses catholiques se regroupèrent : Liffol-le-Grand, Fréville, Villouxel, Pargny et Mont.

## Politique et administration

### Liste des maires
| Période                                  | Période                        | Identité                  | Étiquette | Qualité |
| ---------------------------------------- | ------------------------------ | ------------------------- | --------- | --- |
| Les données manquantes sont à compléter. |                                |                           |           | |
|                                          |                                |                           |           | |
|                                          |                                | René Mathieu              |           | |
|                                          |                                | Louis Humblot             |           | |
|                                          |                                | Charles Humbert           |           | |
|                                          |                                |                           |           | |
|                                          | juin 1995                      | Pierre Grivois            |           | |
| juin 1995                                | mars 2008                      | Madeleine Thouvenot       |           | Ancienne présidente d'une association de sauvegarde du patrimoine militaire Chevalière de la Légion d'honneur |
| mars 2008                                | avril 2014                     | Christiane Simonet-Cambon |           | Démission de tout le conseil municipal et du maire                                                            |
| avril 2014                               | automne 2023                   | Monique Simonet           |           | , |
| novembre 2023                            | En cours (au 30 novembre 2023) | Marcial Toraille          |           | Employé retraité,                                                                                             |

### Budget et fiscalité 2023

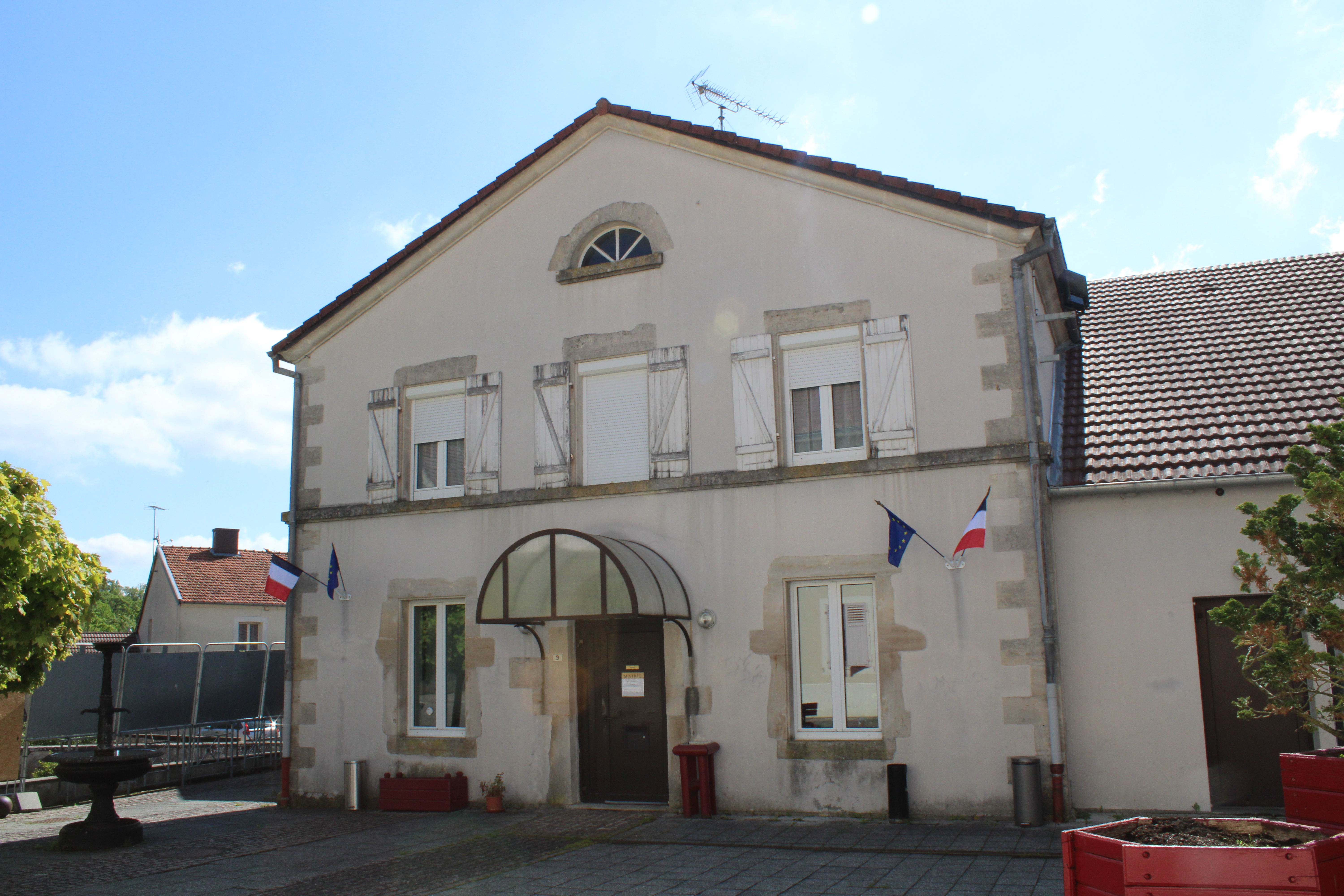
La mairie

En 2023, le budget de la commune était constitué ainsi :
- total des produits de fonctionnement : 257 000 €, soit 841 € par habitant ;
- total des charges de fonctionnement : 154 000 €, soit 505 € par habitant ;
- total des ressources d'investissement : 186 000 €, soit 611 € par habitant ;
- total des emplois d'investissement : 161 000 €, soit 529 € par habitant ;
- endettement : 189 000 €, soit 619 € par habitant.

Avec les taux de fiscalité suivants :
- taxe d'habitation : 20,00 % ;
- taxe foncière sur les propriétés bâties : 39,00 % ;
- taxe foncière sur les propriétés non bâties : 24,00 % ;
- taxe additionnelle à la taxe foncière sur les propriétés non bâties : 0,00 % ;
- cotisation foncière des entreprises : 0,00 %.

Chiffres clés Revenus et pauvreté des ménages en 2021 : médiane en 2021 du revenu disponible, par unité de consommation : 22 400 €.

## Économie

### Entreprises et commerces

#### Commerces
- Commerces et services de proximité[39].

## Population et société

### Démographie

#### Évolution démographique
L'évolution du nombre d'habitants est connue à travers les recensements de la population effectués dans la commune depuis 1793. Pour les communes de moins de 10 000 habitants, une enquête de recensement portant sur toute la population est réalisée tous les cinq ans, les populations de référence des années intermédiaires étant quant à elles estimées par interpolation ou extrapolation. Pour la commune, le premier recensement exhaustif entrant dans le cadre du nouveau dispositif a été réalisé en 2007.

En 2022, la commune comptait 279 habitants, en évolution de −7 % par rapport à 2016 (Vosges : −2,96 %, France hors Mayotte : +2,11 %).
| 1793 | 1800 | 1806 | 1821 | 1831 | 1836 | 1841 | 1846 | 1856 |
| ---- | ---- | ---- | ---- | ---- | ---- | ---- | ---- | ---- |
| 245  | 271  | 276  | 286  | 311  | 329  | 345  | 344  | 325  |

| 1861 | 1866 | 1876 | 1881 | 1886 | 1891 | 1896 | 1901 | 1906 |
| ---- | ---- | ---- | ---- | ---- | ---- | ---- | ---- | ---- |
| 345  | 360  | 321  | 543  | 418  | 347  | 435  | 474  | 480  |

| 1911 | 1921 | 1926 | 1931 | 1936 | 1946 | 1954 | 1962 | 1968 |
| ---- | ---- | ---- | ---- | ---- | ---- | ---- | ---- | ---- |
| 398  | 212  | 191  | 185  | 187  | 163  | 191  | 198  | 193  |

| 1975 | 1982 | 1990 | 1999 | 2006 | 2007 | 2012 | 2017 | 2022 |
| ---- | ---- | ---- | ---- | ---- | ---- | ---- | ---- | ---- |
| 204  | 219  | 244  | 266  | 262  | 261  | 297  | 300  | 279  |

### Enseignement
Établissements d'enseignements : 
- Écoles maternelles et primaires à Neufchâteau, Rebeuville.
- Collèges à Neufchâteau, Liffol-le-Grand, Châtenois, Bourmont-entre-Meuse-et-Mouzon.
- Lycées à Neufchâteau, Mandres-sur-Vair.

### Santé
Professionnels et établissements de santé :
- Médecins à Neufchâteau, Liffol-le-Grand, Coussey, Grand, Châtenois, Bulgnéville.
- Pharmacies à Neufchâteau, Liffol-le-Grand, Coussey, Châtenois, Bourmont, Bulgnéville.
- Hôpitaux à Neufchâteau, Vittel, Lamarche, Mirecourt, Mattaincourt.

### Cultes
- Culte catholique, Paroisse Saint-Nicolas-Sainte-Jeanne-d'Arc[45], Diocèse de Saint-Dié.

## Culture locale et patrimoine

### Lieux et monuments

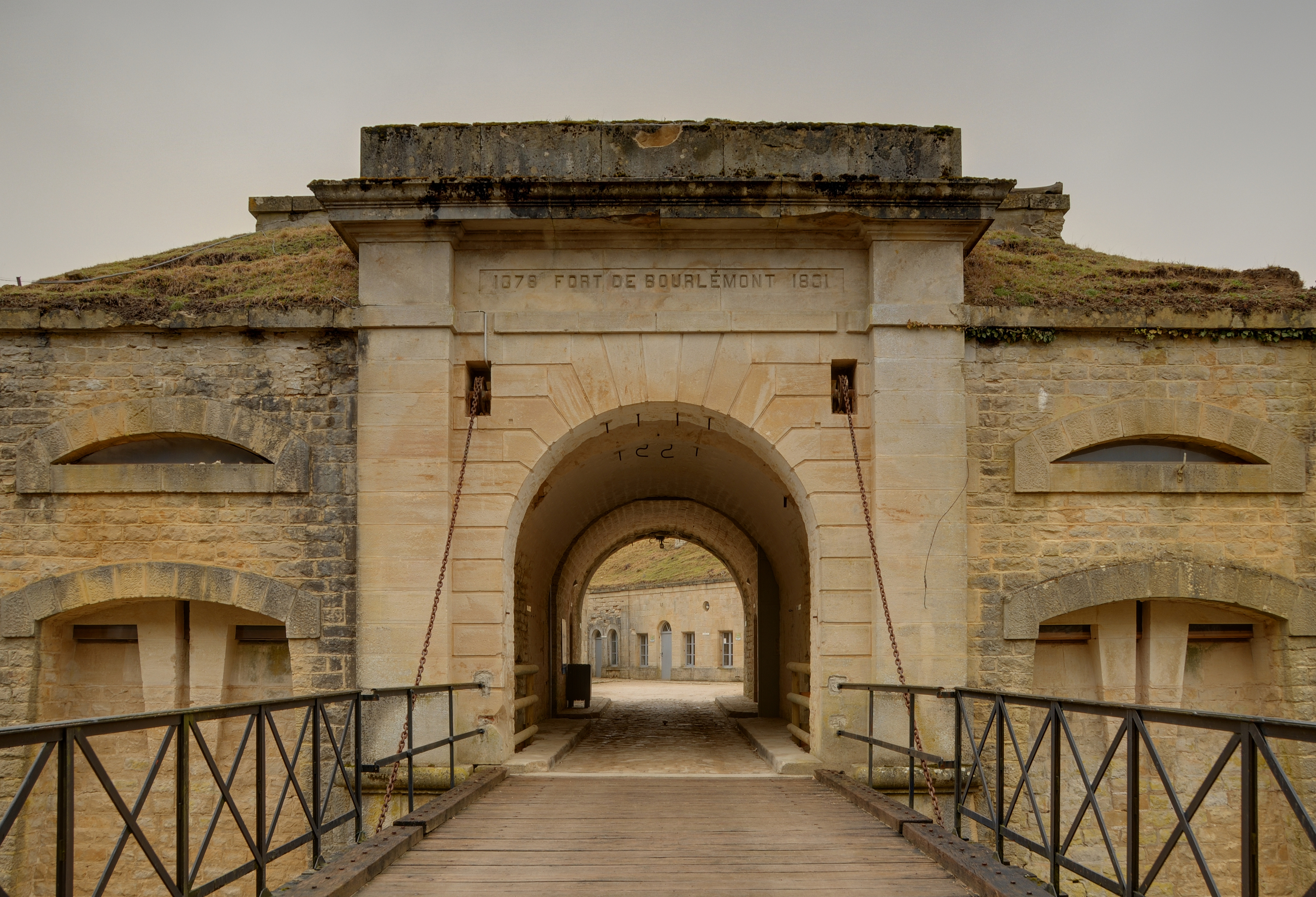
Le fort de Bourlémont.
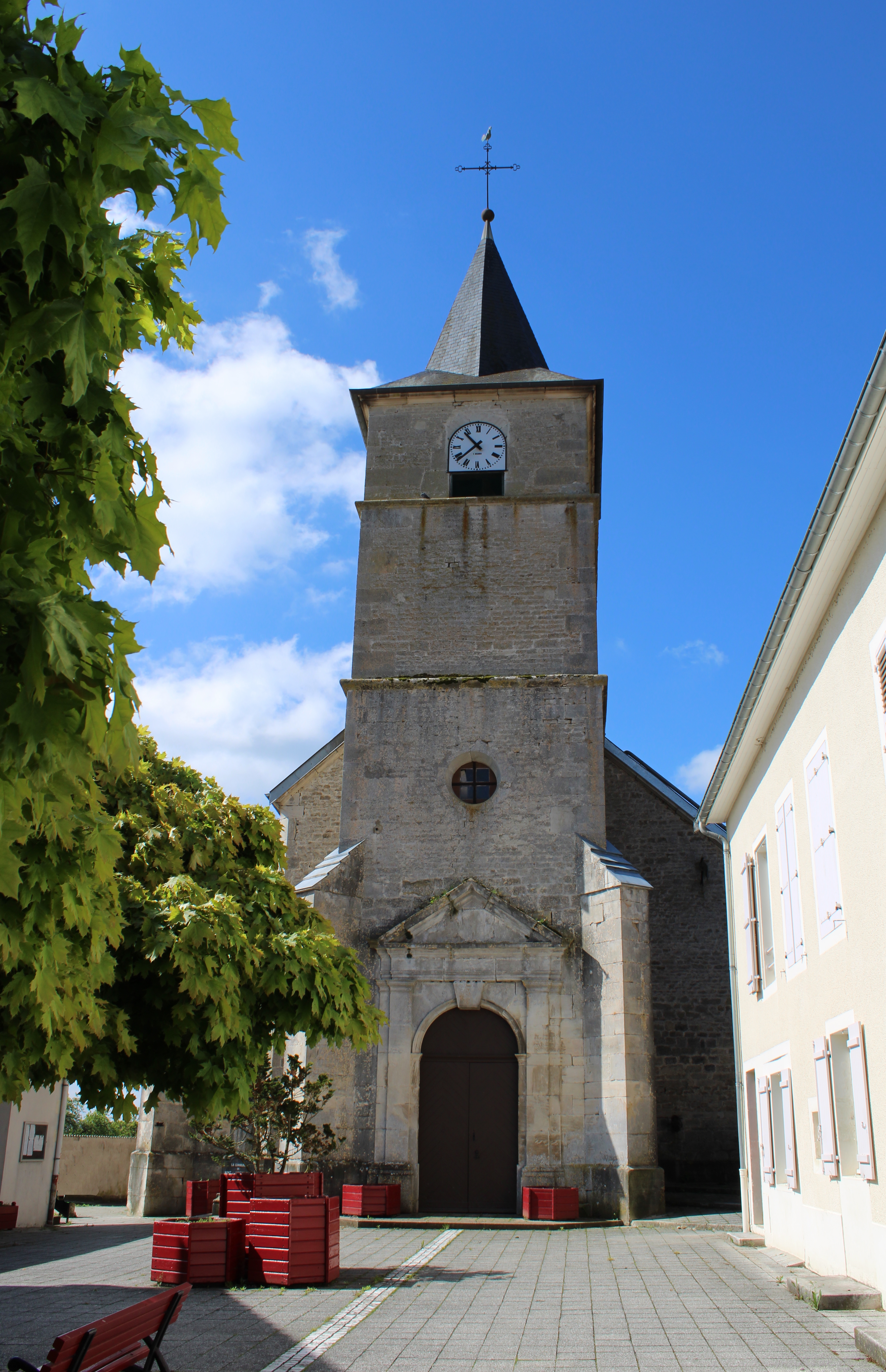
L'église.
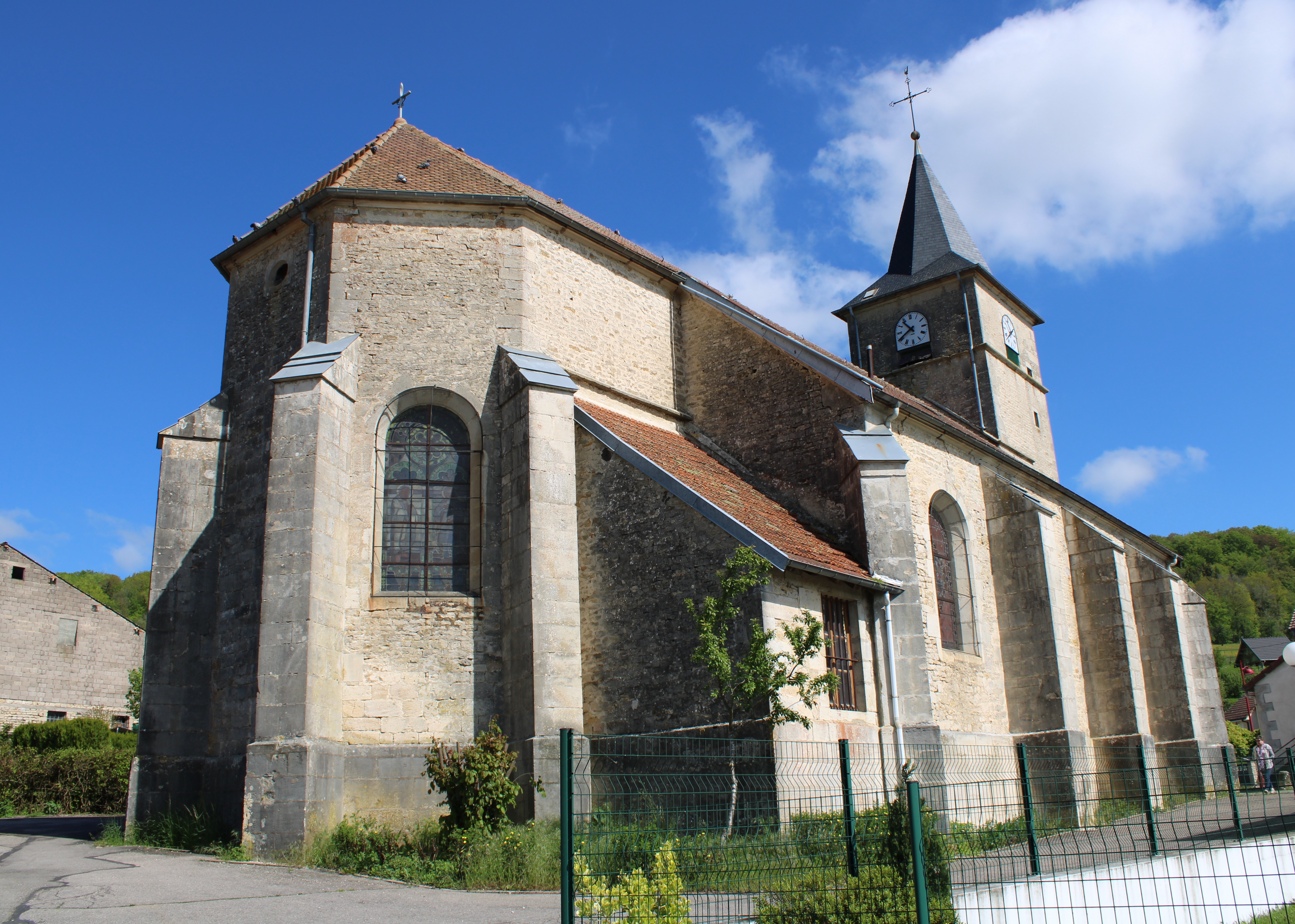
L'église et son chevet.
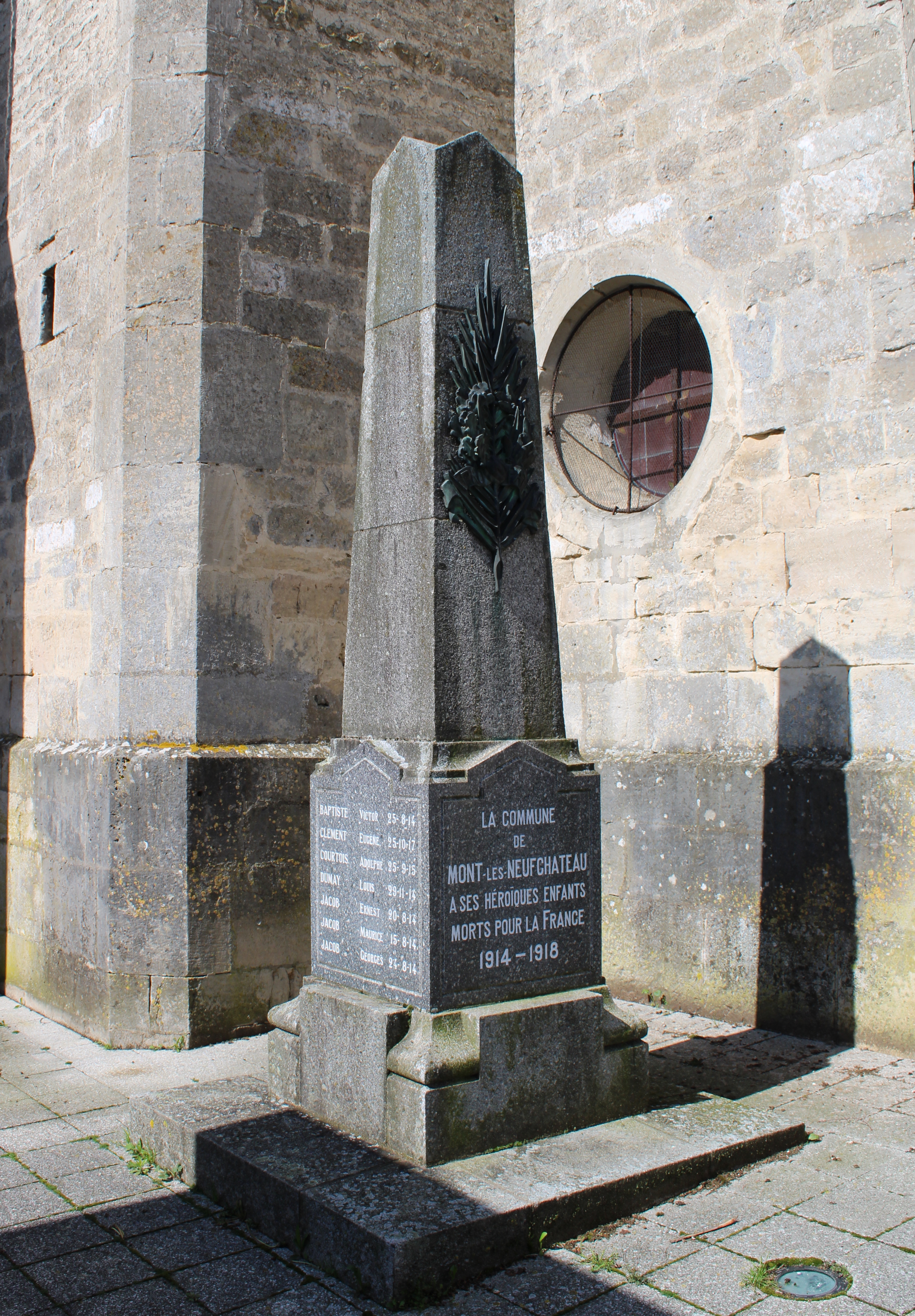
Le monument aux morts.

- Le fort de Bourlémont, construit après la défaite de 1870, est situé dans l'Ouest vosgien, à 3 km de Neufchâteau, sur le territoire de la commune de Mont-les-Neufchâteau[46].

Au cœur de la forêt, en bordure du GR 714 et à 400 m d'altitude, le site est l'unique ouvrage Séré de Rivières du secteur.
- L'église paroissiale Saint-Barthélémy[47].

2 verrières (verrière figurée, verrière à personnage) : saint Antoine abbé, saint Barthélémy, Bon Pasteur, Vierge à l'Enfant (baies 1, 2).
2 verrières figurées : saint Isidore de Madrid, Sainte Famille (baies 3, 4).
- Presbytère[69].
- Patrimoine rural recensé par le service régional de l'Inventaire général du patrimoine culturel

Maisons et fermes.
Lavoir, abreuvoir.
- Le monument aux morts et plaques commémoratives[72],[73],[74],[75].
- Cimetière :

Croix de cimetière.
Tombeau de la famille Mathieu.
Tombeau de la famille Parmentier Vouillaume.
Croix monumentale.

### Personnalités liées à la commune
- Médaillés de Sainte-Hélène[80] : Étienne Fouillouse, Éloy Martin.

### Héraldique
| Blason de Mont-lès-Neufchâteau | Blason  | D'or à la bande de gueules chargée de trois tours d'argent, au mont de trois coupeaux de sinople mouvant de la pointe, brochant sur le tout.                               |
| Blason de Mont-lès-Neufchâteau | Détails | Ce sont les armes de Neufchâteau chargées d’un mont. Le même symbolisme a été choisi par la commune de Mont-lès-Lamarche. Le statut officiel du blason reste à déterminer. |

## Pour approfondir